# Eclissi solare del 28 aprile 1930
L'eclissi solare del 28 aprile 1930, di tipo ibrida totale, è un evento astronomico che ha avuto luogo il suddetto giorno attorno alle ore 19:03 UTC.
L'eclissi, di tipo totale, è stata visibile in alcune parti del Nord America (Canada e Stati Uniti d'America) e dell'Asia. L'eclissi del 28 aprile 1930 è stata la prima eclissi solare nel 1930 e la 69ª nel XX secolo. La precedente eclissi solare si è verificata il 1º novembre 1929, la seguente il 21 ottobre 1930.
L'evento è durato un secondo e l'ombra lunare sulla superficie terrestre ha raggiunto una larghezza di 1 km.

## Percorso e visibilità
L'evento è comparso all'alba nell'oceano Pacifico a circa 500 chilometri a nord-est dell'isola Howland. In seguito la pseudo umbra si è spostato a nord-est, toccando l'estremità del cono d'ombra sul mare a ovest della California. Dopo avere attraversato il continente nordamericano ha attraversato il Canada, Terranova e la penisola del Labrador, nel Nord Atlantico, terminando al tramonto in Irlanda addentrandosi per circa 900 km sulla terraferma.

## Eclissi correlate

### Eclissi solari 1928 - 1931
Questa eclissi è un membro di una serie semestrale. Un'eclissi in una serie semestrale di eclissi solari si ripete approssimativamente ogni 177 giorni e 4 ore (un semestre) a nodi alternati dell'orbita della Luna.

### Ciclo di Saros 137
L'evento fa parte del ciclo di Saros 137, che si ripete ogni 18 anni, 11 giorni, contenente 70 eventi. La serie è iniziata con un'eclissi solare parziale il 25 maggio 1389. Contiene eclissi totali dal 20 agosto 1533 al 6 dicembre 1695; comprende una prima serie di eclissi ibride dal 17 dicembre 1713 all'11 febbraio 1804, una prima serie di eclissi anulari da 21 febbraio 1822 fino al 25 marzo 1876, una seconda serie di eclissi ibride dal 6 aprile 1894 al 28 aprile 1930 e una seconda serie di eclissi anulari dal 9 maggio 1948 al 13 aprile 2507. La serie termina al membro 70 con un'eclissi parziale il 28 giugno 2633. La durata più lunga della totalità è stata di 2 minuti e 55 secondi il 10 settembre 1569.

## Osservazioni a fini scientifici
Osservazioni per approfondire i cicli periodici di Saros  sono state effettuate vicino a Parigi, in Francia, confrontando poi i risultati con dati di una eclissi precedente, quella anulare del 17 aprile 1912, che come questa eclissi, appartiene alla 137ª serie di cicli di Saros. Osservazioni simili sono state effettuate da scienziati nipponici presso l'isola di Rebun. Analoghe osservazioni sono state fatte in Grecia e in Turchia.